# Лукошин
Лукошин (пол. Łukoszyn) — село в Польщі, у гміні Мохово Серпецького повіту Мазовецького воєводства.
Населення — 63 особи (2011).
У 1975-1998 роках село належало до Плоцького воєводства.

## Демографія
Демографічна структура станом на 31 березня 2011 року:
|          | Загалом | Допрацездатний вік | Працездатний вік | Постпрацездатний вік |
| -------- | ------- | ------------------ | ---------------- | -------------------- |
| Чоловіки | 29      | 7                  | 15               | 7                    |
| Жінки    | 34      | 5                  | 21               | 8                    |
| Разом    | 63      | 12                 | 36               | 15                   |